# 니컬러스 오포쿠
니컬러스 오포쿠(영어: Nicholas Opoku, 1997년 8월 11일 ~ )는 가나의 프로 축구 선수로, 튀르키예 클럽 카슴파샤와 가나 국가대표팀에서 수비수로 활약하고 있다.

## 구단 경력
오포쿠는 쿠마시 코너 베이비스에서 경력을 시작한 후 1부 리그 클럽 베레쿰 첼시로 이적했다.

### 클뢰브 아프리캥
2017년 8월 11일, 그는 튀니지 클럽 클뢰브 아프리캥과 3년 계약을 체결했다.
2021년 4월, 스포츠 중재 재판소는 클뢰브 아프리캥이 급여를 지급하지 않자 그에게 미화 279,500달러를 지급해 달라고 요청했고, 이로 인해 2018년 6월, 클럽과의 계약이 해지되었다.

### 우디네세
2018년 7월 13일, 오포쿠는 세리에 A의 우디네세와 2022년 6월 30일까지 계약을 체결했다.

#### 아미앵으로의 임대
2020년 1월 28일, 오포쿠는 2020년 6월 30일까지 구매할 수 있는 옵션으로 리그 1 클럽 아미앵에 임대로 합류했다.

## 국가대표팀 경력
오포쿠는 2013년 아프리카 U-17 챔피언십에 출전한 가나 U-17 국가대표팀의 일원이었다.  그는 또한 가나 U-20 국가대표팀을 대표했다.
2017년 7월, 오포쿠는 가나 국가대표팀 데뷔 전을 치렀으며, 미국과의 경기에서 2-1로 패배했다. 그는 무릎 부상 후 38분 라시드 수말리아를 대신해 교체 선수로 출전했다.